# Canterbury
Canterbury (výslovnost  [ˈkæntəbɹ̩i]IPA) je město ve východním Kentu na jihovýchodě Anglie. Je sídlem canterburské diecéze, v jejímž čele stojí arcibiskup canterburský, primas anglikánské církve.

## Historie

### Prehistorie a vláda Římanů
Nálezy z doby bronzové a kruhová mohyla z období neolitu potvrzují, že v oblasti Canterbury existovalo osídlení již v dávných dobách. Před ovládnutím Británie Římany byla osada Durovernon (anglicky duro – „opevnění“, verno – „bažina“) nejdůležitějším střediskem v Kentu.
Canterbury (latinsky  Durovernum Cantiacorum) se stalo římským administrativním centrem. Nacházelo se na křižovatce tří cest vedoucích z přístavů Regulbium (Reculver), Dubris (Dover) a Lemanis (Lympne). Centrum se nacházelo v místě, kde je nyní Watling Street. Pozůstatky městských hradeb a jedné z městských bran se dochovaly do současnosti.

### Sasové a Normané
Jméno Canterbury pochází ze staroanglického Cantwarebyrig, které znamenalo pevnost obyvatel Kentu. Krátce po vpádu Normanů byla v Canterbury vybudována tvrz, která byla brzy nahrazena kamenným hradem jehož pozůstatky se dochovaly doposud.

### Náboženský význam
Roku 596 papež Řehoř I. Veliký vyslal mnicha Augustina aby obrátil obyvatele Anglie ke křesťanství. Od roku 431, kdy papež Celestýn I. vyslal Paládia aby totéž provedl v Irsku, to byla již druhá papežská mise na Britské ostrovy. Král Kentu Aethelbert povolil roku 597 Augustinovi postavit převorství na místě kde stojí současná katedrála. Dal rovněž vybudovat opatství mimo hranice města za jeho hradbami, kde byl po své smrti jako i jiní první arcibiskupové pohřben. Ačkoli papež Řehoř původně předpokládal rozdělení Anglie na dvě arcibiskupství s centry v Londýně a Yorku, Augustinův úspěch v Canterbury vedl k tomu, že sídlo arcibiskupství bylo v tomto městě. Augustin také nechal s podporou krále postavit kostel svatého Martina, který je používán do dnešní doby a je považován za nejstarší stále používaný kostel v Anglii. Canterburská diecéze byla hlavním primariátem Anglie od roku 597 až do smrti posledního katolického arcibiskupa kardinála Olea roku 1558. Opatství, katedrála a kostel svatého Martina jsou součástí Světového dědictví.

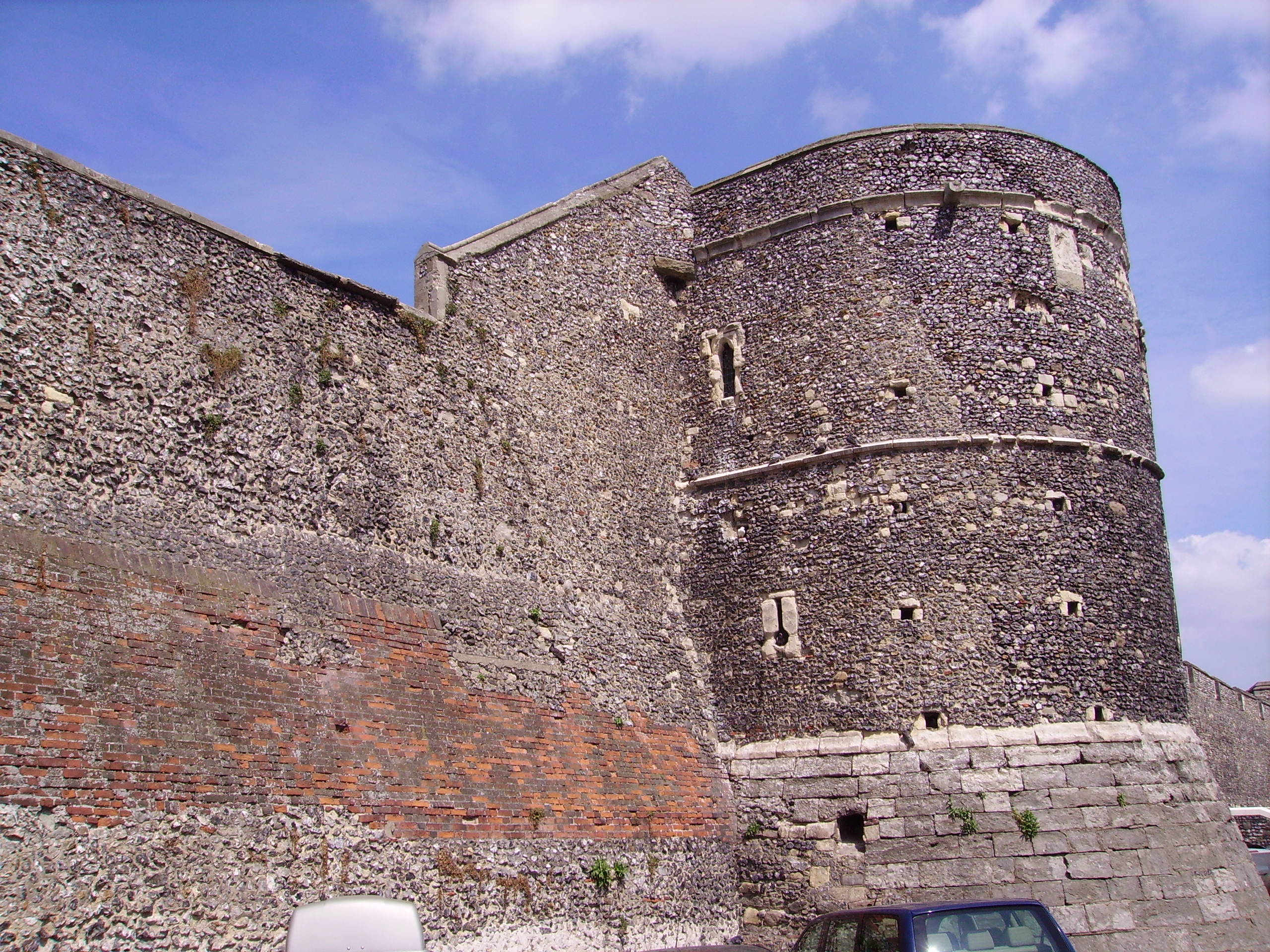
Pozůstatky Canterburského hradu

Canterburská katedrála je místem, kde je pohřben Jindřich IV. a Eduard IV., ale nejznámější je jako místo kde byl roku 1170 zavražděn Tomáš Becket. Na základě této události se Canterbury stalo významným poutním místem a bylo inspirací pro Canterburské povídky Geoffrey Chaucera. Nemocnice svatého Tomáše byla využívána jako ubytovna pro poutníky a město bylo také počátkem nebo koncem poutí (např. Via Francigena) z Canterbury do Říma. Město je také spojeno s rodinou Thomase Mora (jeho hlava je pohřbena v kostele svatého Dunstana, zatímco jeho tělo v londýnském Toweru).

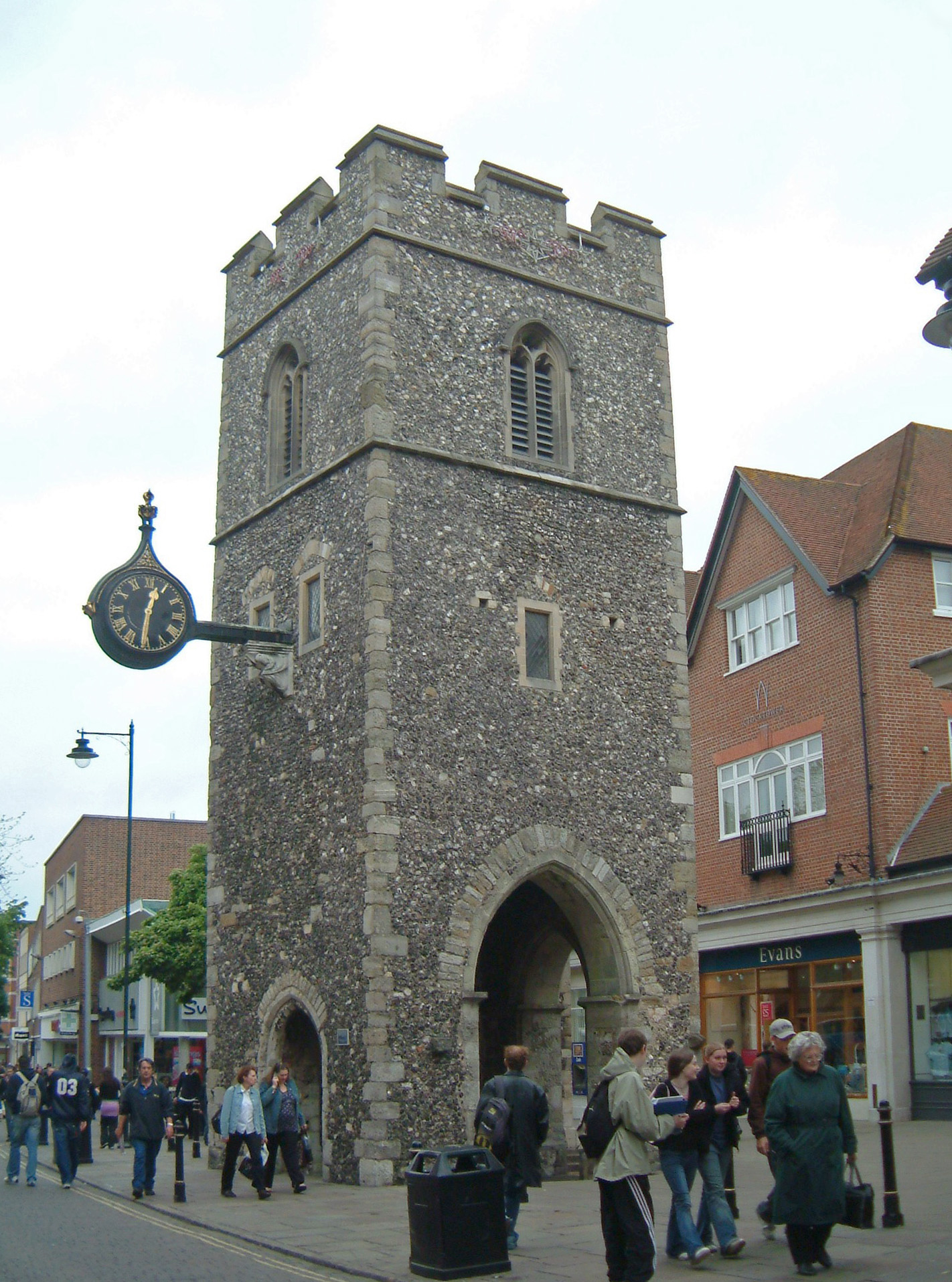
Věž kostela svatého Jiří kde byl pokřtěn Christopher Marlowe

Opatství svatého Augustina bylo zničeno v průběhu rušení anglických klášterů na příkaz Jindřicha VIII. poté, co se nepohodl s Římem. Dochovaly se pouze jeho trosky. V té době se na základě toho, že bylo Canterbury primariátem katolické církve, stalo i centrem nově vytvořené Anglikánské církve. V té době byla také obnovena církevní škola  King's School. Francouzští protestantští uprchlíci se v průběhu 16. století usídlovali ve městě a položili základ výroby hedvábí.
Roku 1461 se město stalo statutárním hrabstvím. Roku 1888 při správní reformě se město stalo samosprávným hrabstvím. Bylo nejmenším z těchto hrabství a počet obyvatel nikdy nepřekročil 50 000 (výsledky sčítání obyvatel z roku 1971 uvádí počet 33 175). Po další správní reformě z roku 1972 se město stalo součástí Canterburského obvodu Kentu.

### Nedávná historie
V průběhu druhé světové války bylo město vážně poškozeno při bombardování německým letectvem. Poválečná obnova centra Canterbury a hlavně nejvíce poškozené východní části města (nyní je tato oblast označována jako  Whitefriar's development), začala nedlouho po válce. Byl vybudován i obchvat města, který měl snížit problémy vznikající s narůstajícím dopravním provozem.
Canterbury v současnosti přitahuje především turisty. Canterburskou katedrálu navštívilo v roce 2001 asi 1,2 miliónů turistů. Ve městě je dále zachováno mnoho historických budov a moderní výstavba uvnitř středověkého centra města podléhá přísné kontrole a regulaci. V letech 2004 až 2005 proběhla výrazná rekonstrukce oblasti Whitefriars, doprovázená archeologickými výzkumy. Canterbury tak má nyní moderní obchodní centrum, lákající turisty k nákupům, na druhé straně v některých obvodech města zůstaly opuštěné domy, poté co obchodní řetězce přemístily svá sídla do nově rekonstruované oblasti Whitefairs.

## Obyvatelstvo

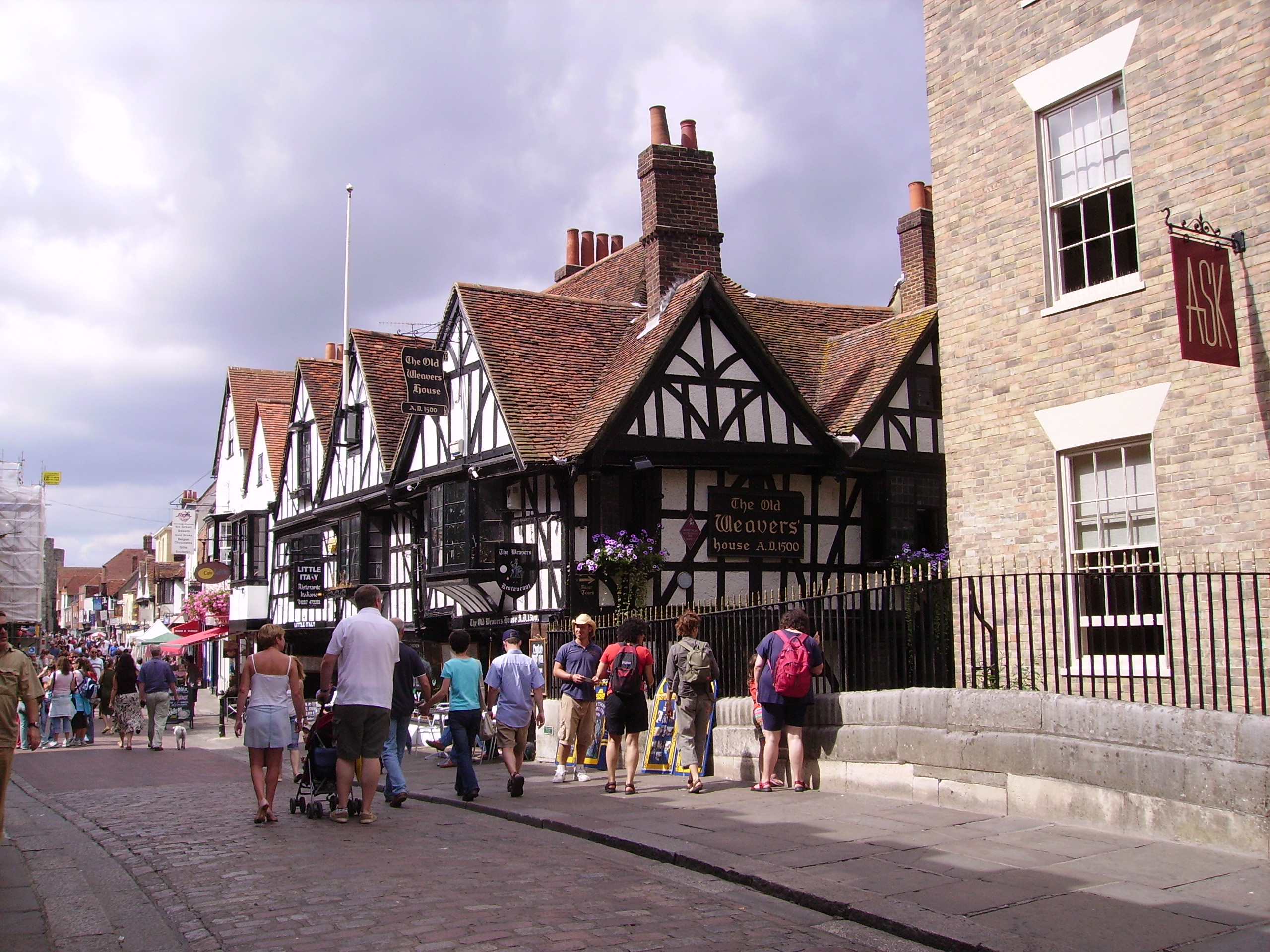
Ulice města Canterbury

| Rok  | Počet obyvatel |
| 1801 | 9 500          |
| 1861 | 16 700         |
| 1921 | 18 900         |
| 1961 | 30 408         |
| 2001 | 42 258         |

## Správa města
Správní jednotka City of Canterbury má rozlohu asi 13 krát větší než samotné Canterbury a zahrnuje Herne Bay a Whitstable. Canterbury je rozděleno na 5 volebních obvodů do městské rady – Barton, Northgate, St Stephens, Westgate a Wincheap a část University of Kent (která přesahuje hranice města). Canterbury je zastoupeno v radě správní jednotky 14 radních z celkového počtu 50 radních.
Na jihozápadním okraji města existuje obec  Thanington Without, zatímco ostatní části nejsou spravovány jako samostatné obvody. Canterbury je zastoupeno v parlamentu jedním poslancem.

## Doprava

### Železniční doprava
V Canterbury se nacházejí dvě železniční stanice – Canterbury západ a Canterbury východ. Paradoxem je, že Canterbury západ se nachází na severním okraji východní části města. Železniční dopravu zajišťuje společnost Southeastern. Na Canterbury západ zastavují především vlaky z vyjíždějící londýnského Charing Cross (a jen několik spojů ze stanice Victoria) a pokračují dále na Ramsgate a Margate. Vlaky ze stanice Victoria projíždí na Canterbury východ (cesta z Londýna trvá asi 88 minut, v roce 2009 má být město spojeno s Londýnem rychlovlaky s délkou spojení asi 30 až 40 minut) a pokračují na Dover. Stanice Canterbury západ je starší. Byla zprovozněno společností South Eastern Railway 6. února 1846 a 13. dubna byla dokončena trať do Ramsgate. Canterbury východ je mladší a byla otevřena společností London, Chatham and Dover Railway 9. července 1860.
Canterbury bylo také konečnou stanicí železniční trati Canterbury and Whitstable Railway která byla uvedena do provozu v roce 1830 a uzavřena roku 1953. Tato trať byla první pravidelnou linkou na světě dopravující cestující soupravou taženou parní lokomotivou. Obsahovala první významný železniční tunel a první železniční most na světě. Lokomotiva, která byla původně používána pro dopravu na této lince, Invicta, byla ještě nedávno vystavena v místním muzeu, ale nyní je umístěna v Národním železničním muzeu v Yorku. Část původní železniční trati je možno prohlédnout poblíž Tyler Hill.

## Silniční doprava
Canterbury je nyní v dosahu dálnice A2 vedoucí z Londýna do Doveru. Je asi 72 km od obchvatu Londýna tvořeného dálnicí M25 a asi 100 km od jeho centra. Další významnou silnicí vedoucí městem je A28 z Ashfordu do Ramsgate a Margate. Canterbury je legendární pro dopravní zácpy po většinu dne a rada města investovala obrovské prostředky do systému Park-and-Ride – podpory zaparkování aut na okraji města a pokračování dále do centra použitím prostředků městské hromadné dopravy. Autobusová doprava do a z
Londýna je zajišťována s frekvencí jedné hodiny dálkovými autobusy společnosti National Express. Spojení je realizováno mezi Victoria Coach Station a centrálním stanovištěm autobusů v Canterbury a cesta trvá typicky 2 hodiny.

## Kultura

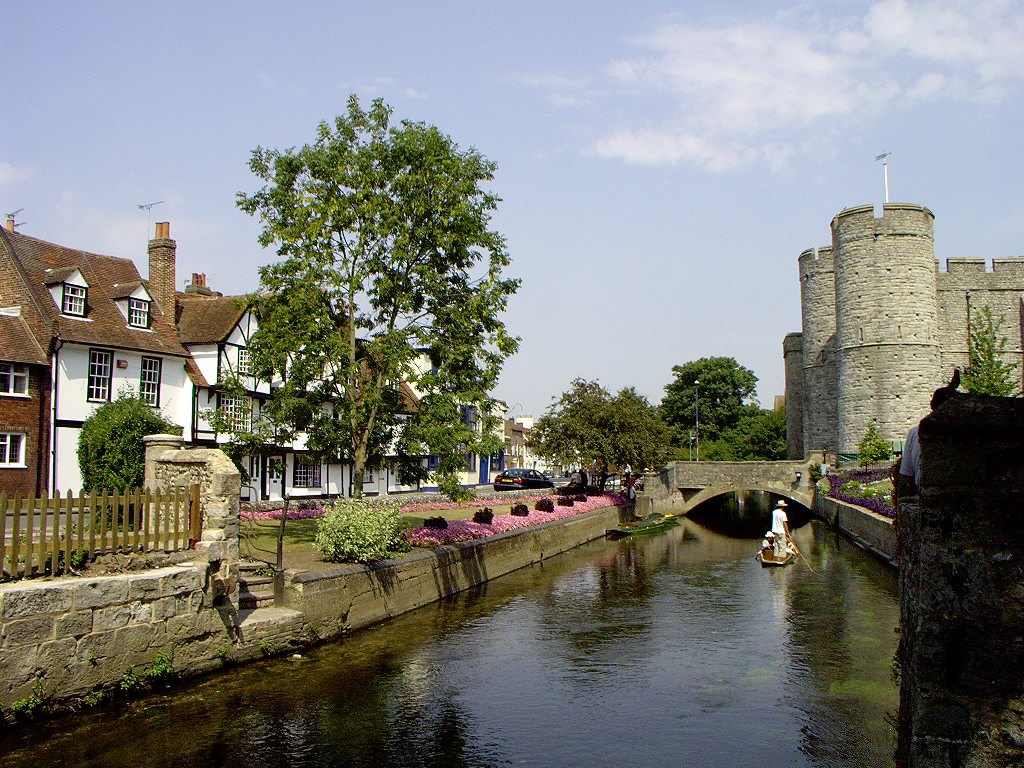
Westgate Gardens

Nejvýznamnějším divadlem a koncertním sálem v Canterbury je Marlowovo divadlo.
Mezi místní rozhlasové stanice patří kmfm vysílající pro Canterbury, Whitstable a Herne Bay, sídlící v St Georges Place v Canterbury. Další místní stanicí má být studentská nekomerční CSR FM jejíž studia se nacházejí v University of Kent a Canterbury Christ Church University a jejíž program se má skládat z jedné poloviny z mluveného slova a druhou polovinu má tvořit hudební složka . V Canterbury také vysílá nemocniční rozhlasová stanice Canterbury Hospital Radio jejíž vysílání je určeno pro pacienty Kent and Canterbury Hospital .
Ke známým osobnostem spojeným s Canterbury je možno zařadit – Christophera Marlowa, Michaela Powella, Freddieho Lakera, Orlanda Blooma a Ruperta Beara.

## Vzdělání
V Canterbury se vyskytuje velké množství studentů, protože je sídlem několika vysokoškolských institucí. Kentská univerzita (University of Kent) se nachází na pahorku asi 3 km od centra města. V areálu této univerzity sídlí i na této škole nezávislá Chaucer College – fakulta pro japonské studenty. Nedaleko odsud se nachází Franciscan International Study Centre  – vzdělávací instituce pro řád Františkánů. Canterbury Christ Church University  je umístěna v centru města podobně jako University College for the Creative Arts. Dalšími vysokoškolskými vzdělávacími institucemi v Canterbury jsou Canterbury College a již zaniklá St Augustine's College (1848 až 1976).
Zástupce soukromých středních škol ve městě představují St Edmund's School, Kent College a jedna z nejstarších škol – King's School.
Státem zřizované střední školství zastupují Archbishop's School, Barton Court Grammar School, Chaucer Technology School, Simon Langton Grammar School for Boys, Simon Langton Grammar School for Girls, Canterbury High School a St Anselm's Catholic School.

## Osobnosti města
- Augustin z Canterbury (* okolo 540 – † 604), benediktinský mnich italského původu, misionář a svatý
- Lanfrank z Pavie (* cca 1010 – † 1089), italský teolog a arcibiskup z Canterbury
- Anselm z Canterbury (* 1033 – † 1109), italský teolog, filozof, svatý a canterburský arcibiskup
- Tomáš Becket (* 1118 - † 1170), lord kancléř, arcibiskup z Canterbury a svatý
- Christopher Marlowe (* 1564 – † 1593), dramatik, předchůdce Shakespeara
- Joseph Conrad (* 1857 – † 1924), anglický spisovatel polského původu
- Ian Fleming (* 1908 – † 1964), námořní důstojník, novinář, bankovní úředník, pobočník šéfa tajné služby v britském námořnictvu a spisovatel, tvůrce Jamese Bonda
- Cyril Northcote Parkinson (* 1909 – † 1993), historik a spisovatel
- Trevor Pinnock (* 1946), dirigent a cembalista
- Orlando Bloom (* 1977), herec

## Partnerská města
- Certaldo, Itálie, 1997
- Mölndal, Švédsko, 1997
- Ostřihom, Maďarsko
- Remeš, Francie
- Saint-Omer, Francie, 1995
- Tournai, Belgie, 1998
- Vladimir, Rusko, 1997
- Wimereux, Francie, 1995